# Нитен
Ни́тен или Не́чин (нем. Niethen; в.-луж. Něćinо файле) — деревня в Верхней Лужице, Германия. Входит в состав коммуны Хохкирх района Баутцен в земле Саксония. Подчиняется административному округу Дрезден.

## География
Располагается примерно в двух километрах северо-восточнее от административного центра коммуны Хохкирх.
Соседние населённые пункты: на севере — деревня Родецы, на юго-востоке — деревня Колваз, на юге — деревня Копорцы, на юго-западе — деревня Поморцы и на западе — деревня Вавицы.

## История
Впервые упоминается в 1338 году под именем своего владельца графа Conradus Nydener.
С 1935 по 1965 года входила в коммуну Родевиц, с 1965 по 1993 года — в коммуну Поммриц. С 1993 года входит в современную коммуну Хохкирх.
В настоящее время деревня входит в состав культурно-территориальной автономии «Лужицкая поселенческая область», на территории которой действуют законодательные акты земель Саксонии и Бранденбурга, содействующие сохранению лужицких языков и культуры лужичан.
Исторические немецкие наименования
- Conradus Nydener, 1338
- Nyten, 1370
- Nethin, Nethen, 1416
- Nethen, 1424
- Neten, 1437
- Nytthen, 1545

## Население
Официальным языком в населённом пункте, помимо немецкого, является также верхнелужицкий язык.
Согласно статистическому сочинению «Dodawki k statisticy a etnografiji łužickich Serbow» Арношта Муки в 1884 году в деревне проживало 125 человек (из них — 104 серболужичанина (83 %)).
| 1834 | 1871 | 1890 | 1910 | 1925 |
| ---- | ---- | ---- | ---- | ---- |
| 104  | 147  | 90   | 75   | 76   |